# Höllvikens IP
Höllvikens IP är en idrottsplats i Höllviken, Skåne. Idrottsplatsen ägs av Vellinge kommun och används av lagen BK Höllviken och Näsets FF. Den har 4 planer, varav 2 är gräs och 2 konstgräs. Huvudplanen har en läktare vid sidan av planen. Publikrekordet för en tävlingsmatch slogs den 13 juni 2015 i matchen mellan FC Höllviken och Trelleborgs FF i Division 1, då var publiksiffran 1750.